# CR홀딩스
CR홀딩스(CR Holdings Co. Ltd.)는 대한민국의 기업이다. 본사는 전라남도 광양시 산업로 55 본관 3층에 위치해 있으며 대표이사는 강문수이다. 1978년 6월 30일에 코스피 시장에 상장하였다.

## 참고문헌
1. ↑  <유>CR홀딩스, 상한가 멸종.. +29.97% ↑, 세데일리, 2023.11.09
2. ↑  조선내화 CR홀딩스 주가 장중 상한가, 포스코와 공급계약 체결에 매수 몰려, 비즈니스 포스트, 2023-11-09
3. ↑  SNT모티브, CR홀딩스 등 분석 특징주, 인포스톡데일리, 2023.11.09